# Scott Hanna

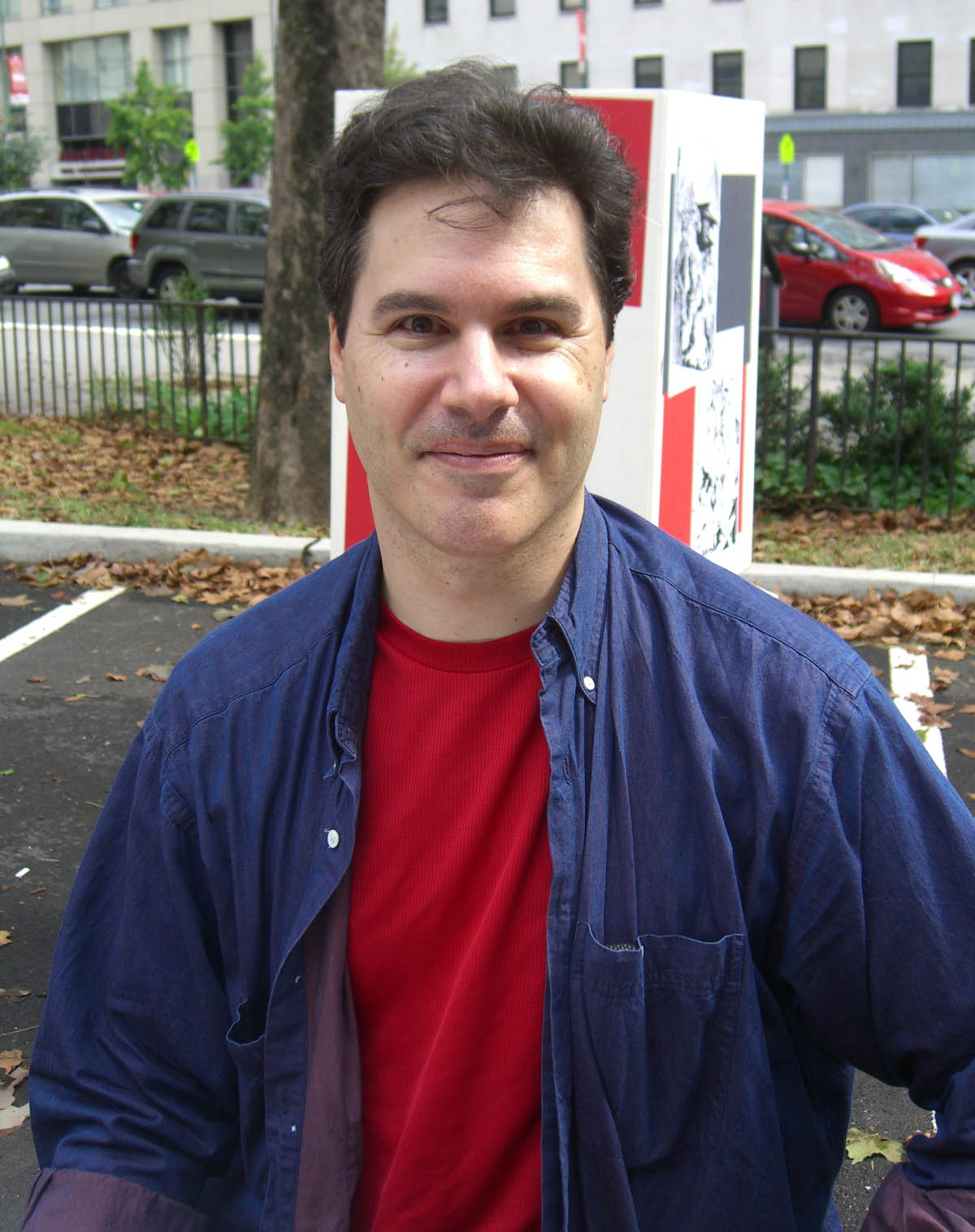
Scott Hanna

Scott Hanna (* 10. Mai 1962 in Bucks County, Pennsylvania) ist ein US-amerikanischer Comiczeichner.

## Leben und Arbeit
Hanna betätigte sich vor allem als Tuschezeichner und überarbeitete in dieser Eigenschaft die Bleistiftzeichnungen anderer Künstler. Er begann in den frühen 1990er Jahren als professioneller Comiczeichner zu arbeiten. Seither hat Hanna lange Jahre die Serie Detective Comics sowie die Science-Fiction-Reihe Darkstars als Stammzeichner betreut. Hinzu kamen Engagements als Gastzeichner für Serien wie Action Comics, Batman, Batman: Legends of the Dark Knight, Batman: Shadow of the Bat, Birds of Prey, Doom Patrol, Hawk and Dove, L.E.G.I.O.N., New Gods, Outsiders, Robin, Starman und Superman. Für Marvel Comics arbeitete Hanna gemeinsam mit John Romita Jr. an der Serie Spider-Man. Für diese Arbeit wurden beide gemeinsam mit dem Eisner Award, dem bedeutendsten US-amerikanischen Comicpreis, in der Kategorie „beste Fortsetzungsgeschichte“ ausgezeichnet.
Zeichner, deren Arbeiten Hanna besonders häufig getuscht hat, sind unter anderem Graham Nolan, Tom Grummett, Tom Lyle, Travis Charest, Barry Kitson, Pasqual Ferry und Scott MacDaniel.